# Тои (округ)
Тои (англ. Toi) — один из 14 округов Ниуэ (владение Новой Зеландии). Административным центром округа является одноимённая деревня.

## Географическая характеристика
Округ Тои расположен в северной части острова Ниуэ. Его площадь составляет 4,77 км². Административный центр расположен в юго-западной части округа.
Крайние точки:
- север: 18°57′23″ ю. ш. 169°50′53″ з. д.HGЯO;
- юг: 18°58′59″ ю. ш. 169°51′05″ з. д.HGЯO;
- запад: 18°58′17″ ю. ш. 169°51′48″ з. д.HGЯO;
- восток: 18°58′12″ ю. ш. 169°50′27″ з. д.HGЯO;

Граничит с округами Хикутаваке и Муталау. На севере омывается Тихим океаном.